# Richmond 200 1956
Richmond 200 1956 var ett stockcarlopp ingående i  Nascar Grand National Series (nuvarande Nascar Cup Series) som kördes 29 april 1956 på den 0,5 mile (0,804 km) långa ovalbanan Atlantic Rural Fairgrounds (nuvarande Richmond Raceway) i Richmond i Virginia. Totalt avverkades 100 miles (160,934 km) fördelat på 200 varv. Banunderlaget var dirt. Loppet vanns av Buck Baker i en Dodge på tiden 1:46.42 körande för Carl Kiekhaefer. Bakers snitthastighet var 56,232  mph. Han var vid målgång ensam förare på ledarvarvet, ett varv före tvåan Herb Thomas. Carl Kiekhaefers bilar placerade sig på plats 1-2-3. Prispotten uppgick till 4 285 dollar, varav 1 100 dollar gick till segraren.

## Resultat
| Plc     | Nr  | Förare           | Team/ bilägare      | Konstruktör | Start | Varv | Ledda varv |
| ------- | --- | ---------------- | ------------------- | ----------- | ----- | ---- | ---------- |
| 1       | 87  | Buck Baker       | Carl Kiekhaefer     | Dodge       | 1     | 200  | 198        |
| 2       | 92  | Herb Thomas      | Carl Kiekhaefer     | Dodge       | 3     | 199  | 2          |
| 3       | 300 | Speedy Thompson  | Carl Kiekhaefer     | Dodge       | 2     | 199  | 0          |
| 4       | 14  | Billy Myers      | Stroppe Motorsports | Mercury     | 5     | 198  | 0          |
| 5       | 2   | Jimmy Massey     | Hubert Westmoreland | Chevrolet   | 10    | 197  | 0          |
| 6       | 82  | Joe Eubanks      | James Satcher       | Ford        | 7     | 195  | 0          |
| 7       | 42  | Lee Petty        | Petty Enterprises   | Dodge       | 4     | 193  | 0          |
| 8       | 59  | Blackie Pitt     | Brownie Pitt        | Plymouth    | 12    | 191  | 0          |
| 9       | X   | Rex White        | Max Welborn         | Chevrolet   | 11    | 188  | 0          |
| 10      | 5   | Bill Champion    | Champion Racing     | Oldsmobile  | 14    | 187  | 0          |
| 11      | 97  | Allen Adkins     | i.u.                | Ford        | 13    | 182  | 0          |
| 12      | 19  | Harvey Henderson | Harvey Henderson    | Chevrolet   | 17    | 172  | 0          |
| 13      | 55  | Tiny Lund        | A. L. Bumgarner     | Pontiac     | 19    | 168  | 0          |
| 14      | 98  | Bobby Keck       | Bobby Keck          | Chevrolet   | 18    | 166  | 0          |
| 15      | 12  | Ralph Moody      | DePaolo Engineering | Ford        | 6     | 162  | 0          |
| 16      | 271 | Billy Carden     | i.u.                | Mercury     | 16    | 162  | 0          |
| 17      | 75  | Jim Paschal      | Frank Hayworth      | Mercury     | 8     | 147  | 0          |
| 18      | 22  | Fireball Roberts | DePaolo Engineering | Ford        | 15    | 95   | 0          |
| 19      | 98  | Danny Letner     | Tom Harbison        | Dodge       | 22    | 69   | 0          |
| 20      | 54  | Nace Mattingly   | Nace Mattingly      | Ford        | 23    | 53   | 0          |
| 21      | 264 | Johnny Allen     | Spook Crawford      | Plymouth    | 21    | 31   | 0          |
| 22      | 84  | Dave Terrell     | Dave Terrell        | Ford        | 20    | 30   | 0          |
| 23      | 6   | Ralph Liguori    | Ralph Liguori       | Dodge       | 24    | 7    | 0          |
| 24      | 49  | Tim Flock        | Mauri Rose          | Chevrolet   | 9     | 2    | 0          |
| Källor: |     |                  |                     |             |       |      |            |